# Кириченково (Воронежская область)
Кириченково — село в Каменском районе Воронежской области России.
Входит в состав Тхоревского сельского поселения

## География

### Улицы
- ул. Воронежская,
- ул. Молодёжная,
- ул. Овражная,
- ул. Центральная.